# Đường cao tốc Khánh Hòa – Buôn Ma Thuột
Đường cao tốc Khánh Hòa – Buôn Ma Thuột (ký hiệu toàn tuyến là CT.24, hay còn gọi là đường cao tốc Khánh Hòa – Đắk Lắk)  là một đoạn đường cao tốc thuộc hệ thống đường cao tốc Việt Nam kết nối khu vực Tây Nguyên với những khu vực lân cận, nối liền 2 tỉnh Khánh Hòa và Đắk Lắk.

## Vị trí
Tuyến cao tốc Khánh Hòa – Buôn Ma Thuột dài 117 km với 32,7 km đi qua địa phận Khánh Hòa và 84 km đi qua địa phận Đắk Lắk. Tuyến đường có điểm đầu tại nút giao giữa Quốc lộ 26B và Quốc lộ 1 tại thị xã Ninh Hòa, tỉnh Khánh Hòa và điểm cuối tại đường Hồ Chí Minh tuyến tránh phía Đông Buôn Ma Thuột tại huyện Krông Pắc, tỉnh Đắk Lắk).

## Thiết kế
Giai đoạn đầu của tuyến cao tốc được xây dựng 4 làn xe không có làn dừng khẩn cấp, bố trí một số điểm dừng khẩn cấp cách quãng 4 – 5km/1 điểm, nền đường rộng 17 m; riêng đoạn từ Km 0 đến Km 7.7 (từ nút giao đầu tuyến đến nút giao cao tốc Vân Phong – Nha Trang) được xây dựng hoàn chỉnh 4 làn xe và 2 làn dừng khẩn cấp, vận tốc 80 – 90 km/h. Sau đó, mở rộng lên bốn làn hoàn chỉnh có làn khẩn cấp đối với toàn tuyến, vận tốc 100 km/h. Cao tốc được dự kiến xây dựng 56 cầu và 3 hầm.

## Xây dựng
Tuyến cao tốc có tổng mức đầu tư là 22.000 tỷ đồng, được chính thức khởi công xây dựng vào ngày 18 tháng 6 năm 2023 và dự kiến hoàn thành vào năm 2027.

## Chi tiết dự án thành phần
| Thành phần | Địa phận           | Từ km | Đến km  | Số km | Chủ quản              |
| ---------- | ------------------ | ----- | ------- | ----- | --------------------- |
| 1          | Khánh Hòa          | 0     | 32      | 32    | UBND tỉnh Khánh Hòa   |
| 2          | Khánh Hòa, Đắk Lắk | 32    | 69,5    | 37,5  | Bộ Giao thông Vận tải |
| 3          | Đắk Lắk            | 69,5  | 117,866 | 48,5  | UBND tỉnh Đắk Lắk     |

## Chi tiết tuyến đường

### Làn xe
- Nam Vân Phong – Nút giao cao tốc Vân Phong Nha Trang: 4 làn xe và 2 làn dừng khẩn cấp
- Nút giao cao tốc Vân Phong Nha Trang – Buôn Ma Thuột: 4 làn xe, có điểm dừng khẩn cấp

### Chiều dài
- Toàn tuyến: 117 km

### Tốc độ giới hạn
- Tối đa: 80 – 90 km/h, Tối thiểu: 60 km/h

## Lộ trình chi tiết
- IC – Nút giao, JCT – Điểm lên xuống, SA – Khu vực dịch vụ (Trạm dừng nghỉ), TN – Hầm đường bộ, TG – Trạm thu phí, BR – Cầu
- Đơn vị đo khoảng cách là km.

| Số                                                           | Tên                                                     | Khoảng cách từ đầu tuyến                                | Kết nối                                                            | Ghi chú                                                 | Vị trí                                                  | Vị trí                                                  |
| Kết nối trực tiếp với Quốc lộ 26B đi Cảng Nam Vân Phong      | Kết nối trực tiếp với Quốc lộ 26B đi Cảng Nam Vân Phong | Kết nối trực tiếp với Quốc lộ 26B đi Cảng Nam Vân Phong | Kết nối trực tiếp với Quốc lộ 26B đi Cảng Nam Vân Phong            | Kết nối trực tiếp với Quốc lộ 26B đi Cảng Nam Vân Phong | Kết nối trực tiếp với Quốc lộ 26B đi Cảng Nam Vân Phong | Kết nối trực tiếp với Quốc lộ 26B đi Cảng Nam Vân Phong |
| ------------------------------------------------------------ | ------------------------------------------------------- | ------------------------------------------------------- | ------------------------------------------------------------------ | ------------------------------------------------------- | ------------------------------------------------------- | ------------------------------------------------------- |
| 1                                                            | IC Nam Vân Phong                                        | 0.0                                                     | Quốc lộ 1                                                          | Đầu tuyến đường cao tốc Đang thi công                   | Khánh Hòa                                               | Ninh Hòa                                                |
| BR                                                           | Cầu vượt đường sắt                                      | ↓                                                       |                                                                    | Vượt đường sắt Bắc Nam Đang thi công                    | Khánh Hòa                                               | Ninh Hòa                                                |
| 2                                                            | IC CT.01                                                | 7.7                                                     | Đường cao tốc Vân Phong – Nha Trang                                | Đang thi công                                           | Khánh Hòa                                               | Ninh Hòa                                                |
| 3                                                            | IC Quốc lộ 26                                           | 12.5                                                    | Quốc lộ 26                                                         | Đang thi công                                           | Khánh Hòa                                               | Ninh Hòa                                                |
| TN                                                           | Hầm đường bộ Phượng Hoàng                               | ↓                                                       |                                                                    | Đang thi công                                           | Ranh giới Khánh Hòa – Đắk Lắk                           | Ranh giới Khánh Hòa – Đắk Lắk                           |
| TN                                                           | Hầm đường bộ Ea Trang                                   | ↓                                                       |                                                                    | Đang thi công                                           | Đắk Lắk                                                 | M'Drắk                                                  |
| 4                                                            | IC Trường Sơn Đông                                      | 53.1                                                    | Đường Trường Sơn Đông                                              | Đang thi công                                           | Đắk Lắk                                                 | Ea Kar                                                  |
| TN                                                           | Hầm đường bộ Chư Te                                     | ↓                                                       |                                                                    | Đang thi công                                           | Đắk Lắk                                                 | Ea Kar                                                  |
| 5                                                            | IC Đường tỉnh 689B                                      | 86.12                                                   | Đường tỉnh 689B                                                    | Đang thi công                                           | Đắk Lắk                                                 | Krông Pắk                                               |
| 6                                                            | IC Ea Yiêng                                             | 92.7                                                    |                                                                    | Đang thi công                                           | Đắk Lắk                                                 | Krông Pắk                                               |
| 7                                                            | IC Đường tỉnh 9                                         | 95.86                                                   | Đường tỉnh 9                                                       | Đang thi công                                           | Đắk Lắk                                                 | Krông Pắk                                               |
| 8                                                            | IC Đường tỉnh 10                                        | 110                                                     | Đường tỉnh 10                                                      | Đang thi công                                           | Đắk Lắk                                                 | Krông Pắk                                               |
| 9                                                            | IC Buôn Ma Thuột                                        | 117.5                                                   | Quốc lộ 14 Đường Hồ Chí Minh (Tuyến tránh phía Đông Buôn Ma Thuột) | Cuối tuyến đường cao tốc Đang thi công                  | Đắk Lắk                                                 | Krông Pắk                                               |
| Kết nối trực tiếp với đường Đăm Săn đi Sân bay Buôn Ma Thuột |                                                         |                                                         |                                                                    |                                                         |                                                         |                                                         |
| 1.000 mi = 1.609 km; 1.000 km = 0.621 mi                     |                                                         |                                                         |                                                                    |                                                         |                                                         |                                                         |